# Vingilot
Vingilot of Vingilótë (Quenya, Nederlands: schuimbloem) is een schip in het boek De Silmarillion van J.R.R. Tolkien.
Het is het schip waarmee Eärendil en Elwing naar Aman voeren om de Valar om hulp te vragen. Eärendil werd hierdoor de eerste mens die de Onsterfelijke Landen bereikte, wat mensen eigenlijk niet toegestaan was. Hierom werd hem verboden terug te keren, behalve voor de Oorlog van Gramschap. Na deze oorlog voer Eärendil zijn schip, met een van de Silmarillen op de boeg, voor altijd langs de nachtelijke hemel als de morgenster.